# ペプシマン (コンピュータゲーム)
『ペプシマン』は、KIDが開発・販売した初代プレイステーション用アクションゲームである。アメリカの炭酸飲料ペプシコーラの日本オリジナルキャラクター・ペプシマンを題材としている。

## 概要
ペプシマンは、日本のコマーシャルメッセージ(CM)やセガサターン用ゲームソフト『ファイティングバイパーズ』の日本版に登場し、日本で人気を博した。これに続いて、ペプシはテレビゲームでキャラクターをさらに宣伝することにした。
このゲームでは、後にKIDのビジュアルノベルのシナリオライターとなる打越鋼太郎がモデリングした3Dのカットシーンも使われており、打越の最初の仕事となった。彼はボードゲームのテレビゲーム化を計画するために雇われたが、その代わりに1998年にKIDに入社したときにすでに進行中であったペプシマンの開発に参加することになった。
このゲームは低予算で作られたため、ペプシを飲む男性の実写映像をステージ間のデモシーンとして流すことにした。
メディアによるレビューでは『クラッシュ・バンディクー』を含む他のゲームと比較し、そのシンプルさと、低いと考えられた価格にコメントした。Complexのあるライターは、「つまらなくはなかった」とし、大量の広告に耐えられるなら悪いゲームではないとコメントした。アメリカのパブリッシャーが米国での発売権取得を検討していたものの、最終的には日本のみで発売された。それにもかかわらず、ゲーム中の言語に日本語は使われておらず、英語で表記されていた。打越によると、あまり売れなかったという。
2020年、KIDの作品群の著作権を管理するMAGES.の許諾を得たうえで、Chipped Recordsというレコードレーベルより、本作のサウンドトラックが「DRINK! - ペプシマン Pepushiman 7" single」という題名の7インチレコードとして発売された。

## システム
本作は全4ステージで構成されたアクションゲームであり、スーパーヒーロー？の「ペプシマン」が、砂漠の真ん中にいる軍人など喉が渇いた人に缶入りのペプシを与え、命を救うという内容である。ペプシマンは自動でステージを前方向に進み続ける(ランニング)ため、プレイヤーはダッシュ、ブレーキ、スライディング、ジャンプ、ダッシュジャンプによって障害物を避けていく。
各ステージは3つのシーンに分かれており、シーン1ではペプシの缶を拾い集めながら目的地に向かい、シーン2では目的を達成し、シーン3はペプシマンが巨大なペプシ缶をはじめとする回避不可能な物体に、画面前方へと逆走する形で追いかけられる内容となっている。
ステージの大半はサンフランシスコ、ニューヨーク、テキサスなどの実在の場所を舞台とするが、最終ステージのペプシ・シティのみ架空の都市である。
3人称視点で進行する本作において、ペプシマンは自動的にステージを前に進み続け、時には他人の家に侵入することもある。
ペプシマンはランニングしながら左右に動くことができ、ダッシュ、ブレーキ、スライディング、ジャンプ、ダッシュジャンプの5種類の動作を利用して障害物をよけることができる。プレイヤーはステージ中に落ちているペプシの缶を最大100缶集めることで、それに応じたポイントを獲得する。
ペプシマンの上半身がスチールドラムの内側に引っかかって操作が逆転するステージや、スケートボード等を使うステージ、ドラム缶に乗り転がすステージも存在する。各ステージには多数のチェックポイントがあり、障害物に何度もぶつかると、最後のチェックポイントからやり直さなければならない。
障害物は車や人などのほかに、ペプシコーラにちなんだものも含まれている。
ステージとステージの合間には、アメリカ人男性のマイク・バターズ (Mike Butters)がプレイを「視聴」しながら、ペプシを飲んだり、ポテトチップスやピザを食べたりしている動画が流れる。

## 受容
ファミ通やIGNにおいて、本作は『クラッシュ』と比較され、単純な操作性が指摘された。また、IGNのレビュアーは、非常に奇妙な建物が印象に残ったと述べ、価格に見合うだけの価値があると感じていた。GameSpotのJames Mielkeは、このゲームを「ちょっとした洒落た気晴らし」と呼び、ゲームプレイは「昔のゲームの原動力」に似ていると述べた。彼は値段の安さについてコメントしたが、輸入品を見つけるのは難しいと語った。Gamers' Republic誌は、このゲームをB-と評価した。Gamers' Republicはその後、1999年の「Video Game Buyers Guide」と「Y2K Preview」において、本作を同年に日本から輸入された最高のゲームの一つに挙げた。
『コーラ白書』の著者である中本晋輔は、自身のウェブサイトの『コーラ白書』に寄せた「コーラ四季報 1999年7月号」の中で本作を取り上げ、ペプシマンの世界を堪能できるとする一方で、ペプシマンを知らない人にとってはただのクソゲーにすぎないだろうと述べている。
2011年、デストラクトイドのAllistair Pinsofはゲームをレビューし、複雑さとペース配分の観点から『ペーパーボーイ』と『マッスル行進曲』の組み合わせと呼び、ゲームプレイを『クラッシュ・バンディクー』と比較した。彼はそれを好まないのは難しいであろう、「そのように見事にねじれた、魅力的な光景」であることがわかった。彼は、狂気を堪能するためにこのゲームをプレイしていると述べ、ゲームはアメリカに「心を奪われている」と言い、アメリカ人を「不衛生なヒルビリー」として描き、それが自覚のあるパロディなのかどうかがはっきりしないようにしていると述べた。彼は、ゲームは面白いが素晴らしいものではなく、ばかげた前提とその大量の細部がゲームを「魅力的な脳死」にしていると結論付けた。2013年、ComplexのJustin Amirkhaniは、「最低ではなかった」という同社ブランドのテレビゲームのリストにこのゲームを含め、ゲームのグラフィックはあまり古くなっていないが、システム的には彼のお気に入りのiOSゲーム『Temple Run』と非常によく似ていると述べた。彼は、ゲーム内で大量の広告に耐えられる限り、反射神経に自信のある人にとっては悪くないと締めくくると同時に、本作が「1秒あたりのロゴ」が最も多いアドバゲームであると主張した。
2015年、Retro Gamer誌の「これまでプレイしたことのない20の最高のプレイステーションゲーム」のリストで18位にランクインした。
発売中にはあまり売れなかったものの、のちに中古市場で人気が高騰している。発売当時の定価が2800円であったのに対して、2024年には新品未開封品に9万円以上の値段がついた例が報告されている（価格はいずれも税抜）。